# Бастай
50°58′00″ пн. ш. 14°04′00″ сх. д. / 50.966666666667° пн. ш. 14.066666666667° сх. д.
Бастай (нім. Bastei — бастіон, больверк) — формація піщаних скель, що знаходиться на правому березі Ельби на висоті 194 метрів (305 м над рівнем моря). Зубчасті породи Бастаю були сформовані понад мільйон років тому. Скелі розміщені неподалік від Ратена, поблизу міста Пірна на південний схід від Дрездена. Бастай є однією з найвідвідуваніших туристичних пам'яткок національного парку Саксонська Швейцарія і також є частиною туристичної альпійської зони, яка простягається через Богемську Швейцарію, що на території Чехії.

## Бастайський Міст

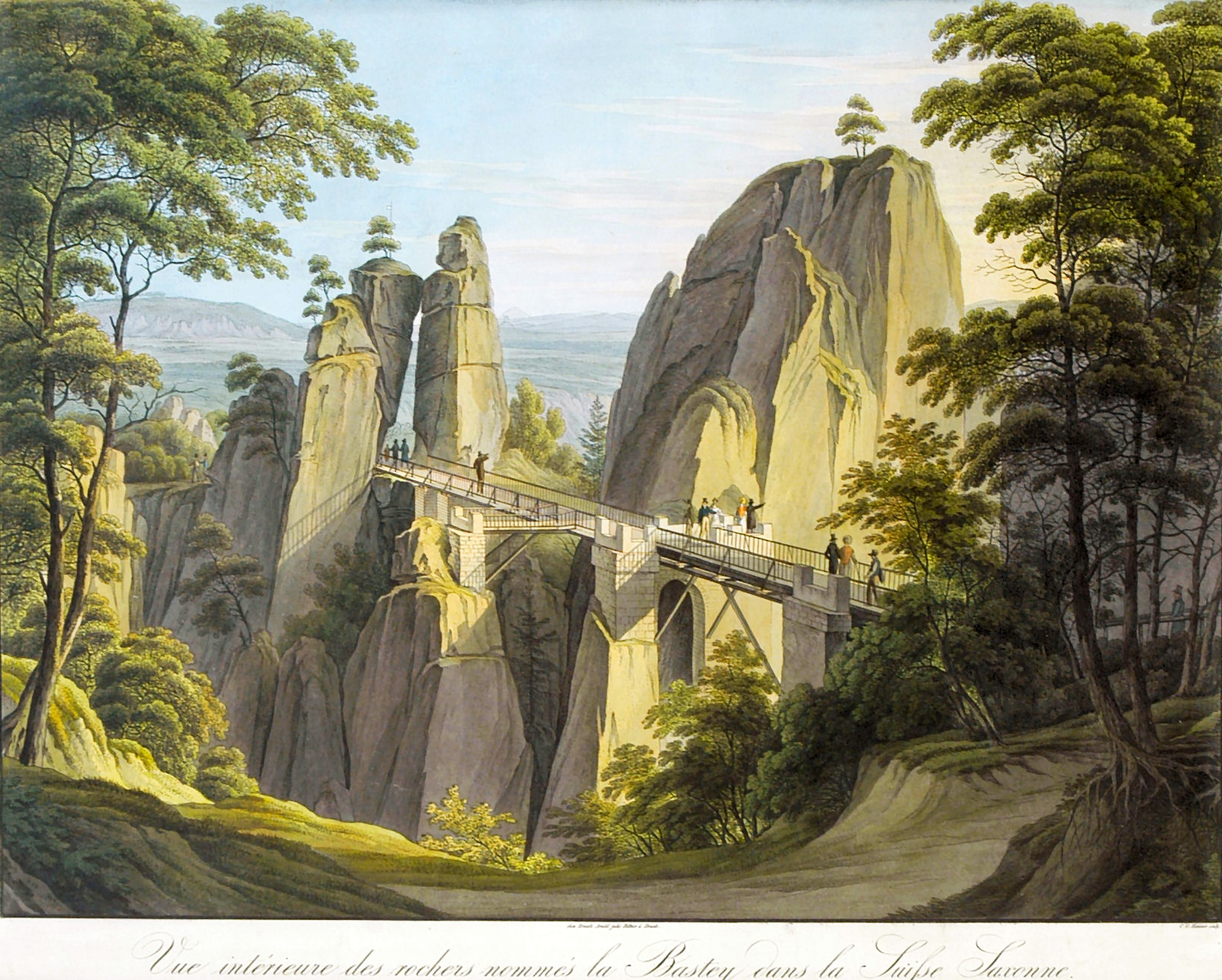
Дерев'яний міст Бастай(1826)

Бастай був визначною туристичною пам'яткою вже понад 200 років тому. У 1824 для з'єднання декількох кам'яних вершин був побудований дерев'яний міст, а в 1851 році він був замінений мостом із пісковику. Це міст довжиною 76,5 м з сімома арками, який простягається над яром глибиною 40 м. Зараз він є історичною та архітектурною пам'яткою, що охороняється державою.

## Історія

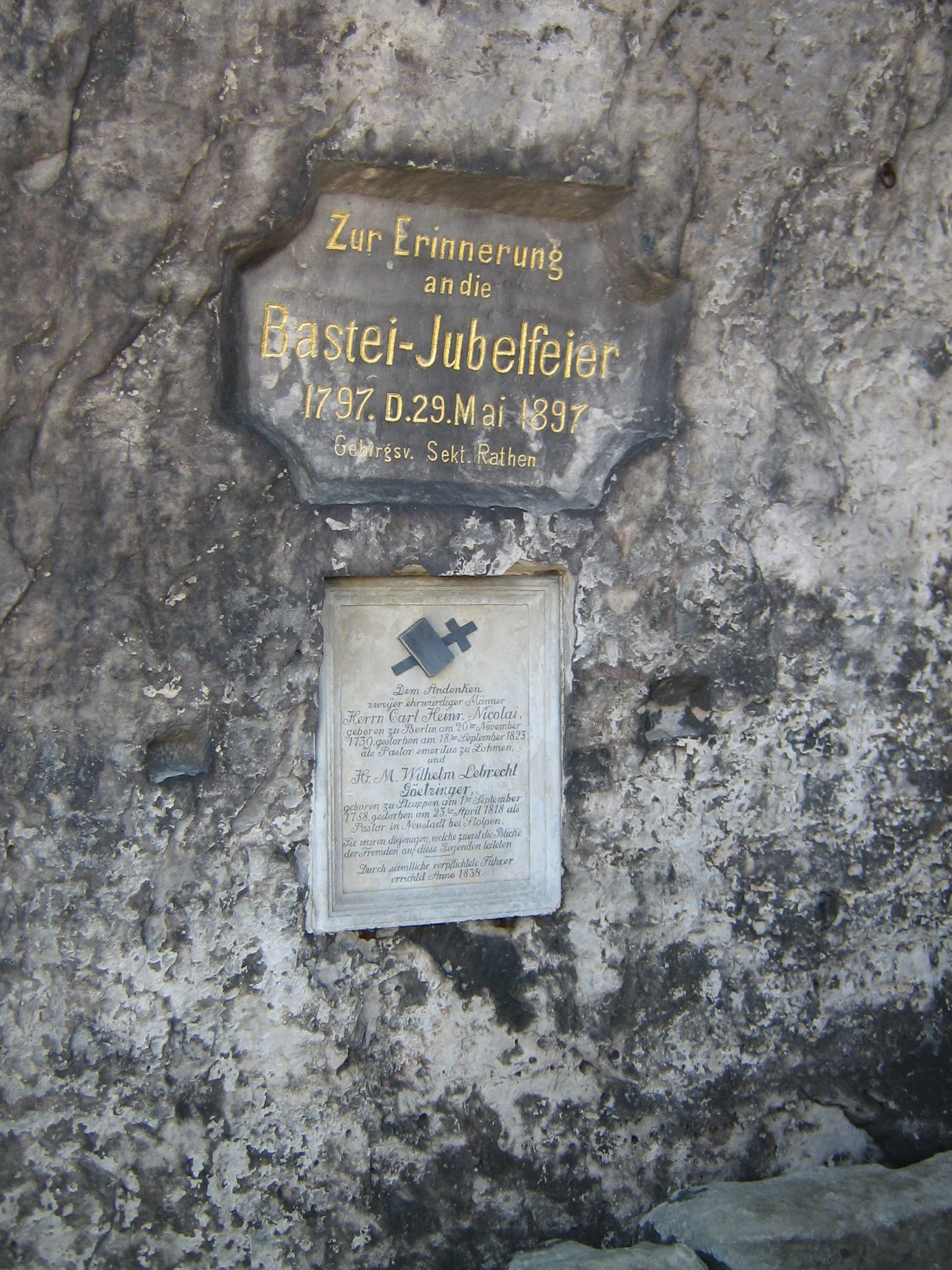
Меморіальна дошка на скелі Бастай

Сама назва Бастай (бастіон) вказує на те, що ці високі скелі використовувались як оборонне кільце навколо старовинного скельного замку Нойратен. Бастай згадується вперше в 1592 році Матіасом Оадером у першому та найповнішому, для свого часу, землемірному картографічному дослідженні, яке було виконане на замовлення саксонського курфюрста. Завдяки своїй неповторній красі та казковій мальовничості Бастай став відомим туристичним місцем. В довідниках для подорожей він згадується у 1798 році. Відомий німецький вчитель, теолог та письменник Карл Генріх Ніколаі писав: «Які високі почуття наповнюють душу! Можна стояти довгий час, нескінченно… важко відірватися від цього місця». Краса Бастаю надихала багатьох творчих особистостей. Численні художники відвідували Бастай, створивши так званий Шлях Художника. Серед них Каспар Давид Фрідріх, що написав картинку «Скелі піщаних гір Ельби» та Людвіг Ріхтер. Відомий російський композитор та піаніст Олександр Скрябін під час своїх гастролей у Німеччині двічі відвідував Бастай. Під враженнями ним була створена однойменна прелюдія «Бастай».
У 1812 році з двох простих хатин почалися перші послуги громадського харчування для відвідувачів Бастаю. Значний розвиток Бастаю як туристичного місця почався 1826 року коли був побудований готель. Наприкінці 19 століття захоплюючий, величний і чаруючий своєю неповторністю Бастай перетворився на одну з головних пам'яток Саксонської Швейцарії, якою є і досі.

## Охорона природи
Вже на початку 20-го століття екологи турбувалися про захист унікального гірського ландшафту піщаних гір Бастаю. Таким чином запобігли будуванню канатної дороги. У 1938 році Бастай став першим заповідником серед піщаних гір Ельби. Сьогодні він є частиною національного парку Саксонська Швейцарія, в якій застосовуються особливо суворі правила щодо збереження природи.

## Галерея

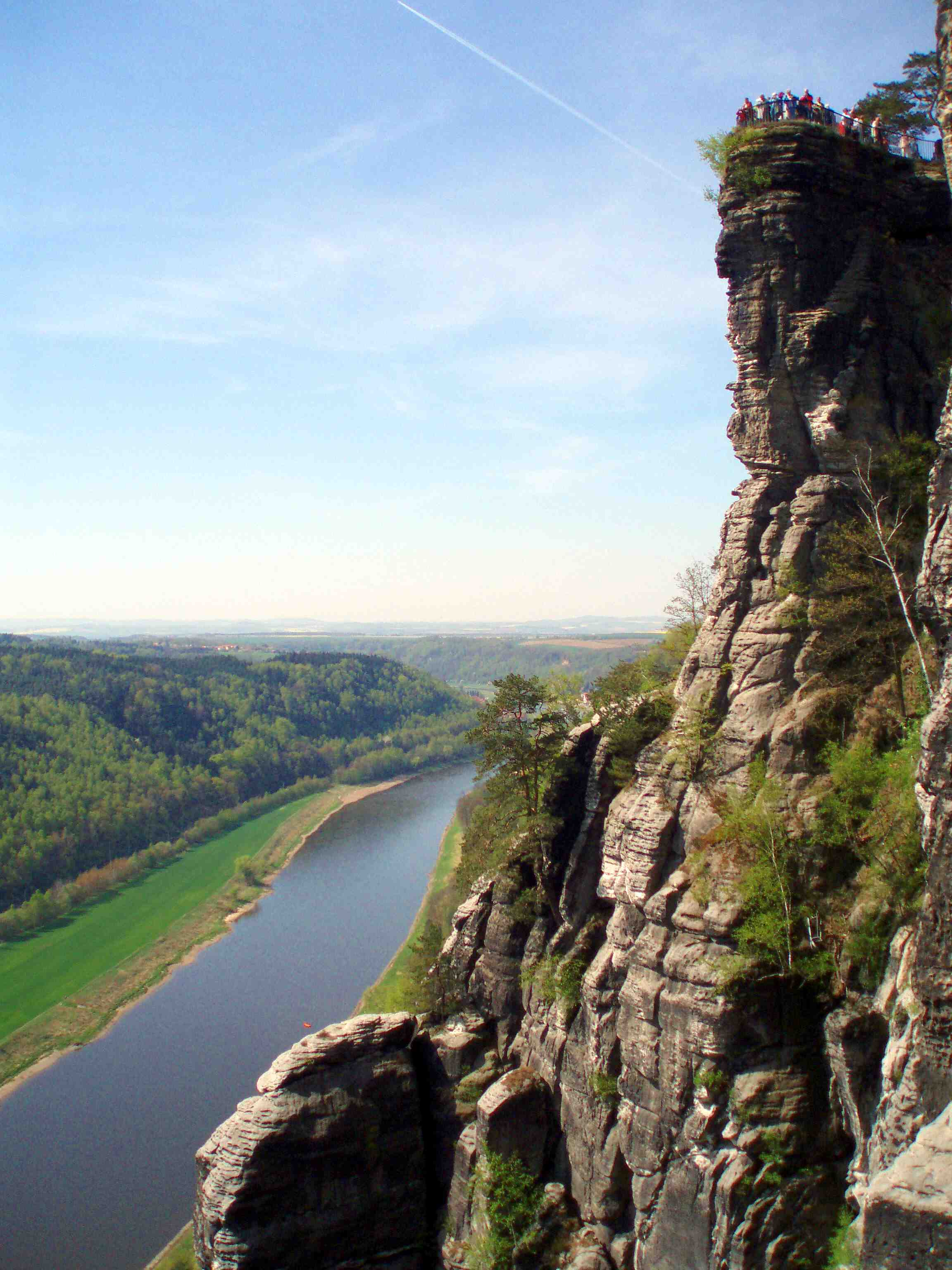
Вид на Бастай
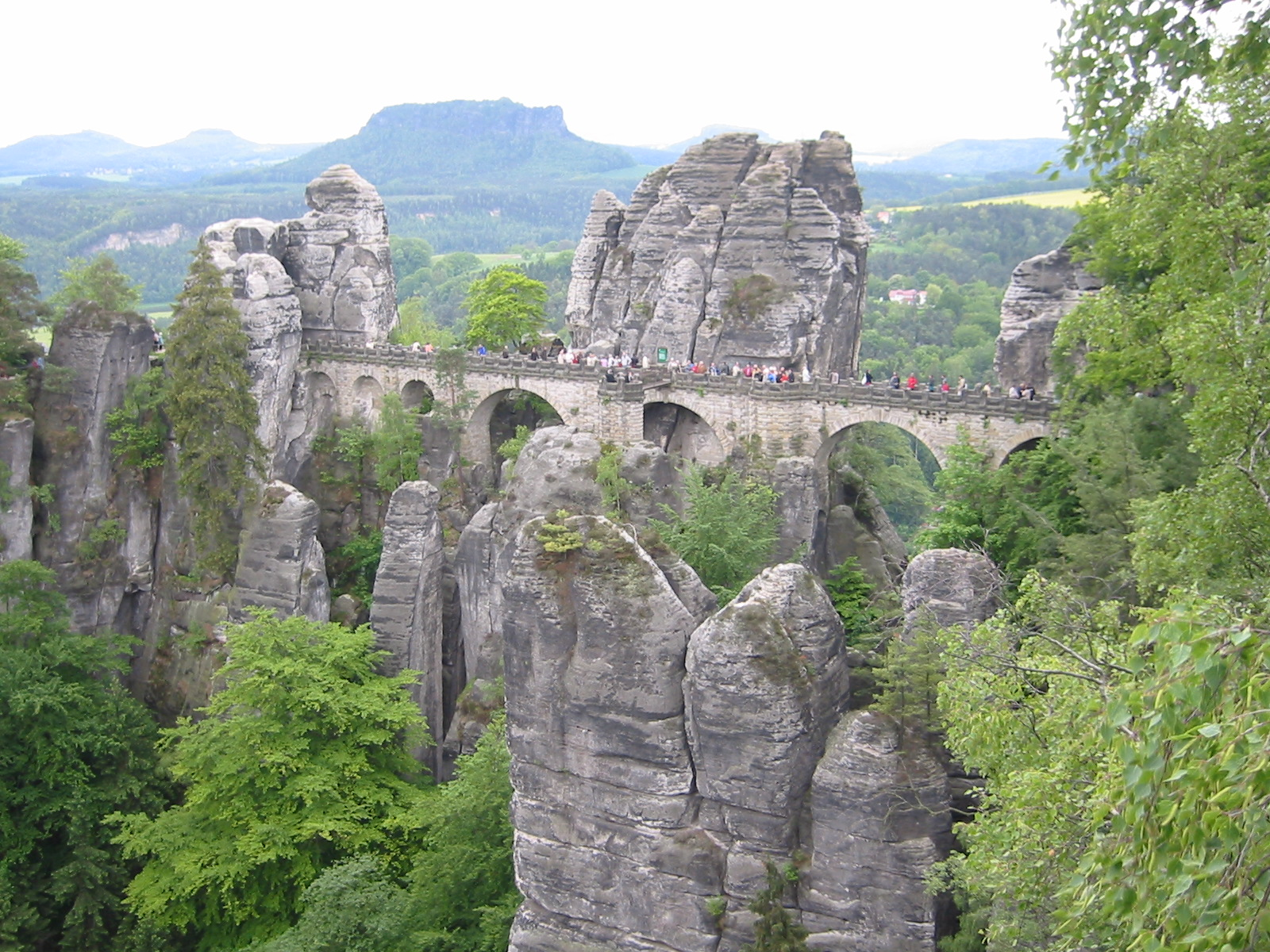
Вид на міст зі скелі Фердинандштайн
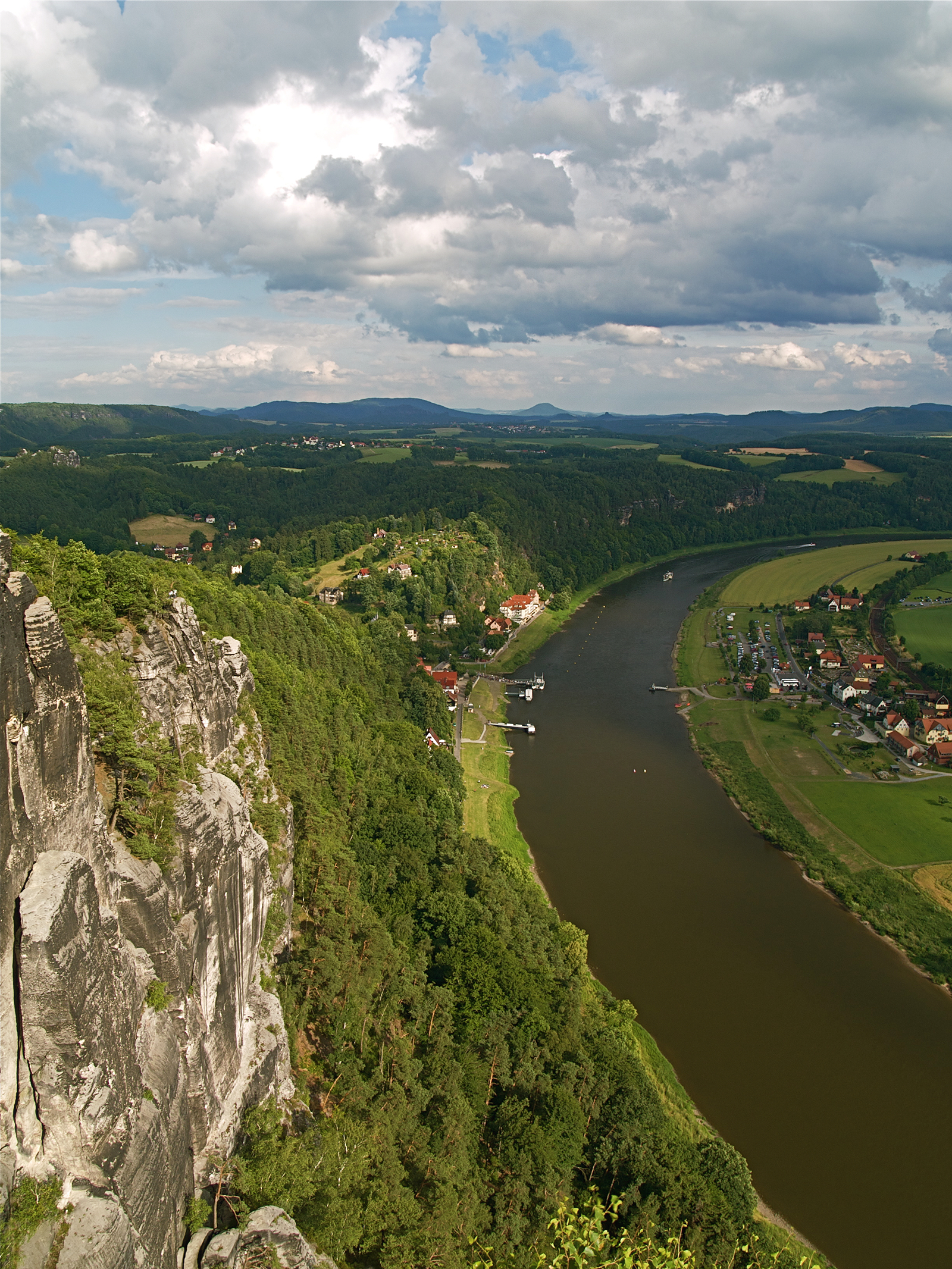
Вид з Бастая на річку Ельба (Саксонська Швейцарія)
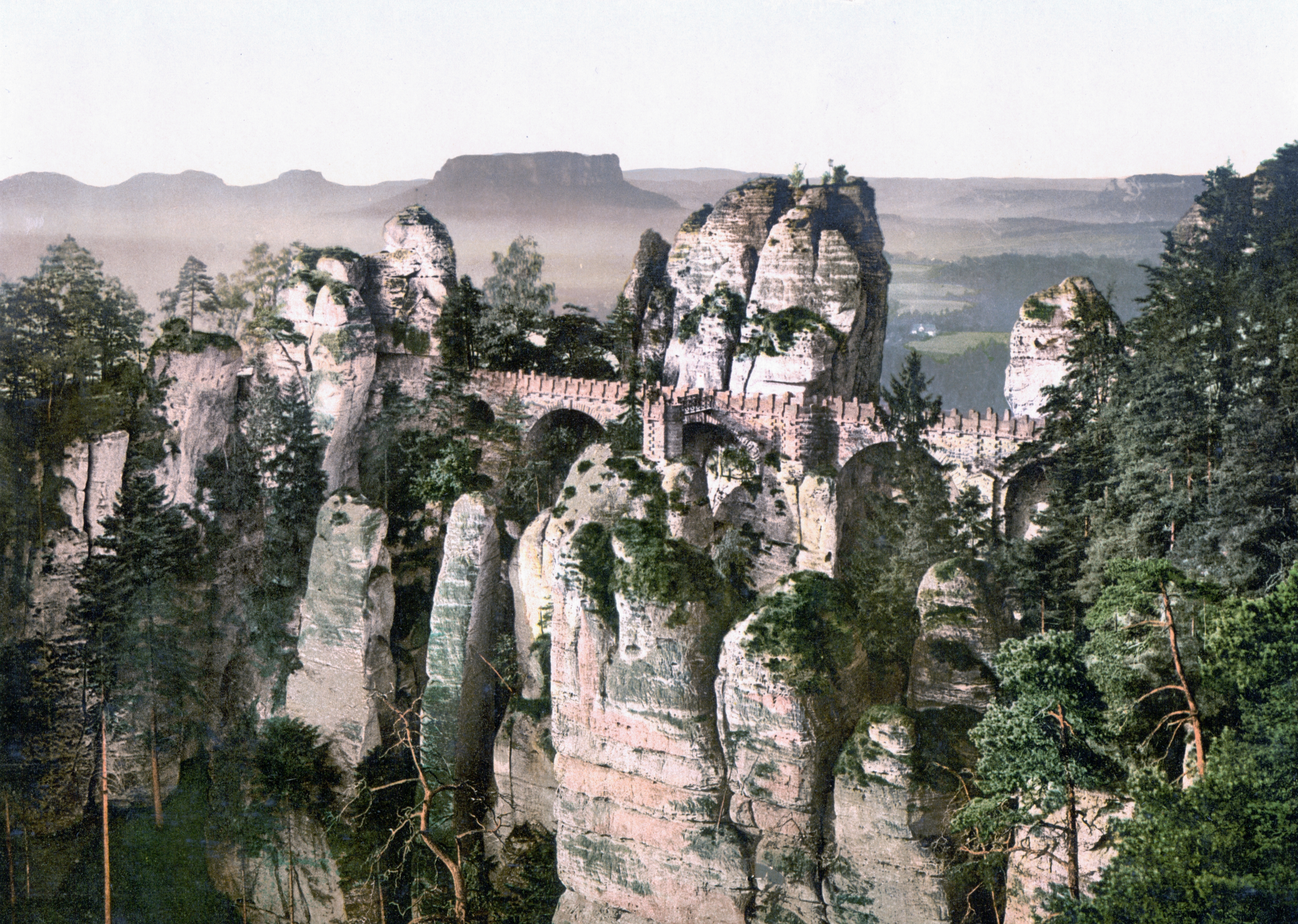
Бастай близько 1900